# Aston Martin V12 Vantage
Pour les articles homonymes, voir Aston Martin Vantage.
L'Aston Martin V12 Vantage est une voiture sportive de prestige produite à partir de 2009 par le constructeur automobile britannique Aston Martin. Apparue pour la première fois sous la forme d'un concept dénommé V12 Vantage RS Concept, elle est officiellement dévoilée lors du salon international de l'automobile de Genève 2009.
Reposant sur la base du coupé V8 Vantage doté du moteur V12 de la DBS, la V12 Vantage est, avec cette dernière, le modèle le plus puissant de la marque. 1 200 exemplaires seront produits dans l'usine de Gaydon à partir du troisième trimestre de 2009 (1 000 exemplaires prévus).
Aston Martin annonce officiellement le retour de la V12 Vantage pour la dernière génération de ce modèle le 1er décembre 2021. Il ne s'agira cette fois pas d'une série limitée, Aston Martin considérant ce modèle comme une « édition finale » avant le remplacement progressif de sa gamme, dès 2025, par des modèles entièrement électriques.

## Genèse

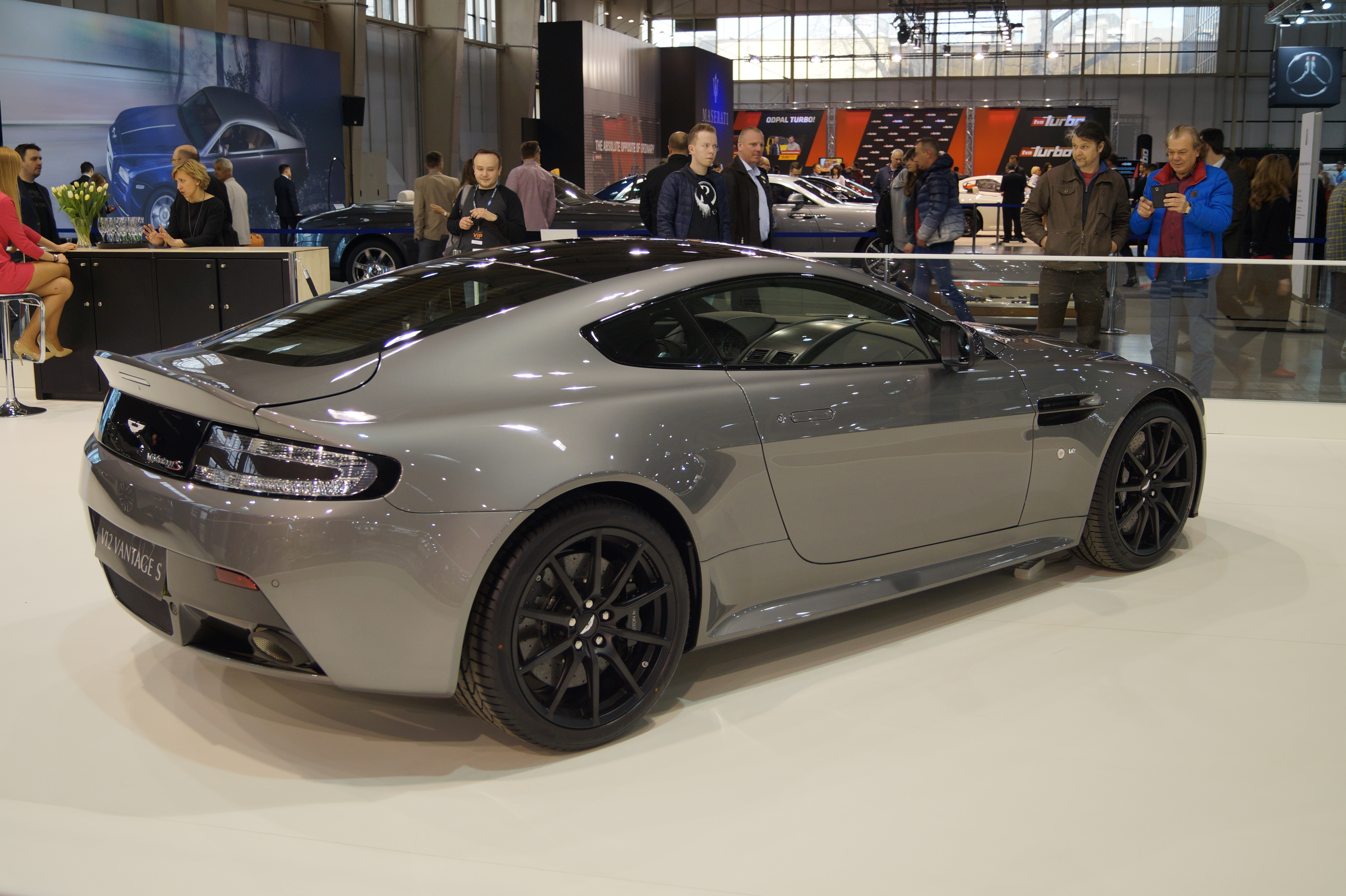
L'arrière de la voiture.

Dévoilée sous la forme d'un concept car dénommé V12 Vantage RS Concept en décembre 2007, la V12 Vantage est le résultat de la volonté d'Aston Martin d'afficher sa vitalité. En effet, période troublée pour le constructeur britannique, quelques mois avant la présentation du concept, Ford cédait Aston Martin à un consortium mené par le patron de Prodrive, David Richards. En à peine quinze mois, période relativement courte, le modèle de série est développé, démontrant ainsi « un savoir-faire indéniable et une volonté de fer ».
Le chief executive officer d'Aston Martin, Ulrich Bez, expliquait d'ailleurs peu avant le salon de Genève 2007 qu'« au cours des 5 dernières années, nous [Aston Martin] avons établi une réputation de faiseur de concept-car fonctionnel et industrialisable, et la V12 Vantage RS n'échappe pas à la règle. [...] Avec nos installations d'assemblage, notre propre usine moteur, notre propre plateforme unique et maintenant notre studio de design, nous avons le cadre idéal pour lancer de nouveaux modèles sur le marché et installer solidement Aston Martin comme la marque ultime et indépendante de voitures sportives luxueuses ».
En 2013, le constructeur lance une version plus affutée, la V12 Vantage S. Ses performances grimpent avec un 0 à 100 km/h désormais abattu en 3,9 secondes. Son moteur évolue avec une puissance en hausse à 573 ch et un couple désormais à 620 N m. Elle est aussi disponible en version Roadster.
Au salon de Genève 2015, Aston Martin dévoile une version coursifiée de la V12 Vantage, elle est appelée la Vantage GT12 et est limitée à 100 exemplaires. Elle s'allège de 100 kg pour passer à 1565 kg grâce à l'utilisation de carbone, polycarbonate, magnésium et titane. Enfin son V12 passe désormais la barre des 600 ch mais sa vitesse de point chute à 300 km/h à cause des nombreux appendices aérodynamiques permettant d'augmenter l'appui. Au festival de vitesse de Goodwood en 2016, Aston Martin présente un exemplaire unique de GT12 Roadster, commandée par un client.

## Performances

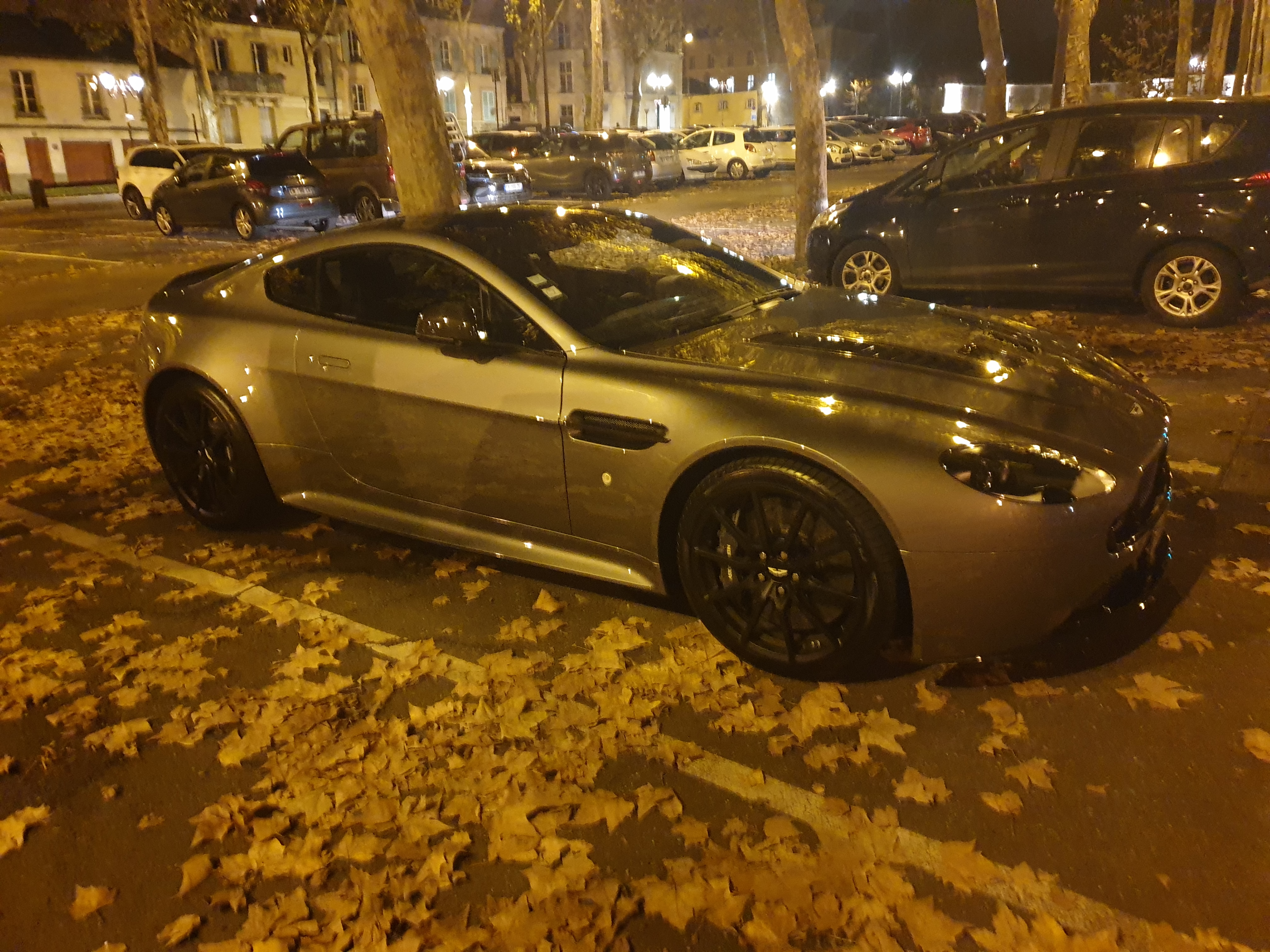
Aston Martin V12 Vantage à Versailles en 2021.

Comme son nom l'indique, l'Aston Martin V12 Vantage adopte le moteur 12 cylindres en V de la DBS, développant 517 ch, placé sur le châssis de sa « petite sœur », la V8 Vantage. Bien que le moteur V12 soit de 100 kg plus lourd que le moteur V8, l'Aston Martin V12 Vantage n'affiche sur la balance qu'une hausse de 50 kg par rapport à la V8 Vantage. Ce poids contenu à 1 680 kg s'explique en partie par l'adoption de freins en carbone-céramique, de jantes en aluminium forgé, d'ailes allégées et de sièges-coque allégés. Par ailleurs, l'arbre de transmission est en fibre de carbone. L'équilibre de la voiture n'est ainsi pas affecté par cette hausse de poids tandis que la répartition des masses entre les deux essieux reste identique, à savoir 51:49.
Les disques de freins d'un diamètre de 398 mm sont pincés par des étriers à six pistons, gage de fortes décélérations. Le dimensionnement de la suspension arrière est revu afin, notamment, d'abaisser la caisse de 15 mm, par l'utilisation de ressorts plus courts, et de raffermir les amortisseurs de 45 %. Les ressorts sont couplés à des barres antiroulis plus grosses dans le but d'augmenter la limite d'adhérence. L'Aston V12 Vantage est ainsi capable d'encaisser des accélérations latérales de 1,3 g. Le 0 à 100 km/h est quant à lui effectué en 4,2 s pour une vitesse maximale de 305 km/h.

## Finitions

### Séries spéciales
- Red Bull Racing
- V600 réalisée en 14 exemplaires par la branche personnalisation Q[4]
- Spitfire 80
- Satin Seven

## Design

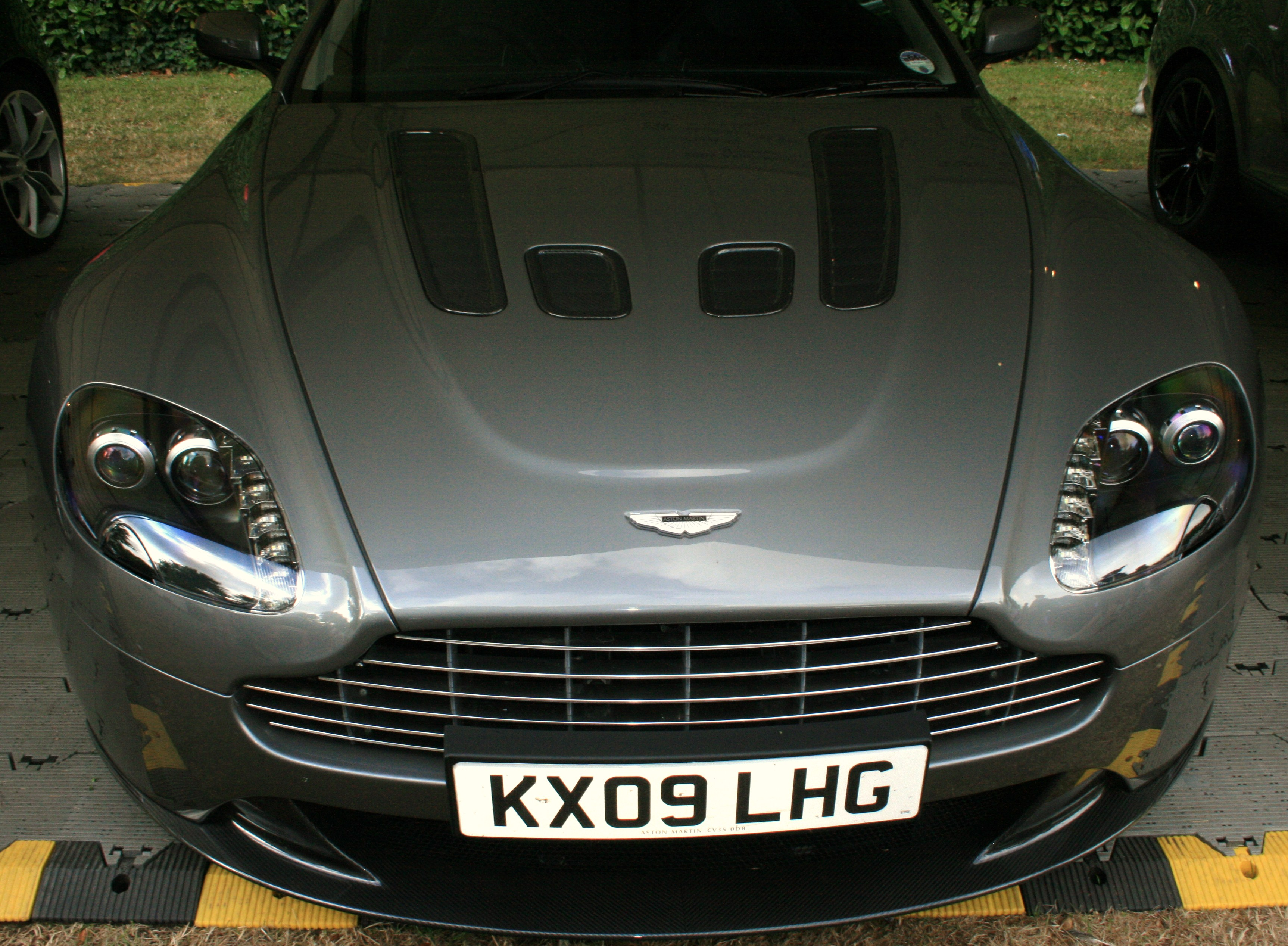
Le capot est ajouré de quatre ouïes afin de permettre au V12 de « respirer ».

L'Aston Martin V12 Vantage, qui ne devrait être proposé qu'en coupé, ne révolutionne pas d'un point de vue esthétique, reprenant les traits stylistiques des précédents modèles tels que la calandre en T retourné ou les feux à LED en coin des optiques. Elle se distingue néanmoins par l'ajout d'un aileron en carbone à l'avant, afin d'augmenter l'appui aérodynamique à hautes vitesses, ainsi qu'un nouveau bouclier dont la calandre est élargie pour alimenter en air le moteur. Elle adopte par ailleurs le large diffuseur, le capot ajouré de quatre ouïes ainsi que les jupes latérales plus aérodynamiques apparus sur la DBS.